# Bathymyrus
Bathymyrus es un género de peces anguiliformes de la familia Congridae.

## Especies
Se reconocen las siguientes especies:
- Bathymyrus echinorhynchus
- Bathymyrus simus
- Bathymyrus smithi